# 短角爱氏海葵
短角爱氏海葵（学名：Edwardsia breviconis）为爱氏海葵科爱氏海葵属的动物。在中国，分布于南海、渤海等海域。